# 不動産協会
一般社団法人不動産協会（ふどうさんきょうかい、The Real Estate Companies Association of Japan）は、不動産事業に関わる企業（主に大手デベロッパー (開発業者)）により構成される業界団体。元国土交通省所管。
なお、名前がよく似た別団体の公益社団法人全日本不動産協会は中小不動産業者の団体である。

## 概要
- 本部

東京都千代田区霞が関3-2-5 霞が関ビル17階

## 目的
- 住宅供給および都市整備等不動産に係る事業ならびに不動産業の健全な発展を図り、もって国民経済と国民生活の向上に寄与すること[1]。
- 不動産関連諸制度について政策提言を行うとともに、調査・研究、社会貢献活動等に取り組む

## 協会の理念
- 不動産業の社会的使命
- 顧客本位の経営
- 事業推進の原則
- 「コラボレーション（協働）」による創出のビジョンの実現
- 国際的視野 環境への配慮

## 沿革
- 1934年（昭和9年） - 本協会の前身である、不動産懇談会（任意団体）が設立される。
- 1941年（昭和16年） - 不動産懇談会を、不動産協会と改称
- 1963年（昭和38年）3月4日 - 社団法人不動産協会が発足